# 茹拉夫廖夫山
茹拉夫廖夫山（俄语：Гора Журавлёва）或敷香岳（日语：／）是西萨哈林山脉中的第二高峰，处波罗奈区和乌格列戈尔斯克区交界线上，海拔1,375米；在日治时期，它是南桦太地区的最高峰，处在敷香郡敷香町和名好郡名好町的界线上。